# Super Bowl LI
Super Bowl 51 – pięćdziesiąty pierwszy finał o mistrzostwo zawodowej ligi futbolu amerykańskiego NFL, rozegrany 5 lutego 2017 roku na stadionie NRG Stadium w Houston w Teksasie. Jest to miejsce rozgrywania domowych spotkań drużyny Houston Texans. Spotkały się w nim zespoły mistrza konferencji NFC, Atlanta Falcons oraz mistrza konferencji AFC, New England Patriots.
Był to pierwszy Super Bowl, w którym do wyłonienia zwycięzcy potrzebna była dogrywka.
Zgodnie z przyjętą konwencją Falcons, jako przedstawiciele NFC, byli gospodarzem nieparzystego Superbowl. 
Hymn Stanów Zjednoczonych przed meczem zaśpiewał Luke  Bryan. W przerwie meczu podczas Halftime Show na stadionie wystąpiła Lady Gaga.